# 1936 في الأرجنتين
فيما يلي قوائم الأحداث التي وقعت خلال عام 1936 في الأرجنتين.

## رياضة
- 18 أكتوبر – جائزة بوينس آيرس الكبرى 1936 الفائز Carlos Arzani [الإنجليزية]‏.

## مواليد

### فبراير
- 16 فبراير – فيرناندو سولاناس
- 17 فبراير – رودولفو ألميرون ضابط شرطة أرجنتيني.
- 23 فبراير – فيديريكو لوبي ممثل أرجنتيني.

### مارس
- 11 مارس – عمر أوريستي كورباتا لاعب كرة قدم أرجنتيني.
- 12 مارس – أنغل رامبيرت لاعب كرة قدم أرجنتيني.

### أبريل
- 20 أبريل – هيكتور مايسون لاعب كرة قدم أرجنتيني.

### مايو
- 2 مايو – نورما آلياندرو

### سبتمبر
- 8 سبتمبر – ميغيل أنخيل سانشيز لاعب كرة قدم أرجنتيني.

### ديسمبر
- 14 ديسمبر – نوربيرتو مينينديز لاعب كرة قدم أرجنتيني.
- 17 ديسمبر – البابا فرنسيس بابا الكنيسة الكاثوليكية بالترتيب السادس والستون بعد المائتين.

## وفيات

### يونيو
- 7 يونيو – لولا مورا (مواليد 1866) فنانة أرجنتينية.

### أكتوبر
- 9 أكتوبر – اليخاندرو كورن (مواليد 1860)